# Suicide Club
Suicide Club (originele titel: Jisatsu sâkuru) is een Japanse onafhankelijke drama-horrorfilm uit 2002 geschreven en geregisseerd door Shion Sono. Hij won hiervoor de juryprijs voor meest baanbrekende film op het Fant-Asia Film Festival 2003 in Montréal. Suicide Club is ook uitgebracht onder de titel Suicide Circle.
In 2005 verscheen er een vervolgfilm onder de titel Noriko's Dinner Table (Noriko no shokutaku). De gebeurtenissen hierin spelen zich zowel voor, tijdens als na die in Suicide Club af.

## Verhaal
Een treinstation in Tokio wordt opgeschrikt door 54 schoolmeisjes die samen, hand in hand voor een trein springen. Kort daarna maken twee collega-verpleegsters een eind aan hun levens door tijdens hun nachtdienst uit een raam te springen. Op beide plaatsen wordt een tas gevonden met daarin een rol die bestaat uit vierkante, aan elkaar gehechte lapjes menselijke huid. Rechercheurs Kuroda (Ryo Ishibashi), Shibusawa (Masatoshi Nagase en Murata (Akaji Maro) ontdekken al snel dat die afkomstig zijn van de zelfmoordenaars én dat de lapjes al weggesneden zijn vóór hun dood. Hacker Kiyoko (Yoko Kamon) vindt ondertussen een vreemde website die het aantal zelfmoorden bijhoudt door middel van eenzelfde aantal rode en witte stippen. Hiervan brengt zij de rechercheurs ook op de hoogte.
In de dagen die volgen, plegen mensen verspreid over heel Japan vanuit het niets individueel en in groepsverband zelfmoord, waaronder Kuroda's vrouw en kinderen. Een club onder leiding van een flamboyante man die zichzelf Genesis (Rolly Teranishi) noemt, ontvoert Kiyoko en neemt haar mee naar hun schuilplaats. Genesis vertelt haar dat zij de Suicide Club zijn. Zijn mannen plegen in haar aanwezigheid een moord en stampen in witte zakken gevangen honden en katten dood. Kiyoko vindt een computer en begint aan een wanhopige e-mail aan de politie. Genesis heeft alle kans haar te stoppen, maar doet dit niet. Hij wil niet vrijuit gaan, maar juist beroemd worden als de Suicide Club en laat zich gewillig arresteren.
Na de zelfmoord van haar vriend Masa (Noriyoshi Shioya) valt het Mitsuko (Sayako Hagiwara) op dat hij thuis posters heeft hangen van de popgroep Dessert. Die is op dat moment razendpopulair in Japan en al dagen veelvoudig op televisie. Hierin ziet ze een verband, waarop ze een telefoontje krijgt van een klein jongetje. Hij belde haar eerder al om hints te geven over een vermeende Suicide Club, maar vertelt haar deze keer dat zoiets er helemaal niet is. Het jongetje vraagt haar ergens naartoe te komen, waar ze oog in oog komt te staan met een hele groep kleine kinderen. Na het stellen van een aantal vragen, nemen die nemen haar mee naar een kamer. Daar wordt een lapje uit haar huid gesneden.
Op het lapje uit Mitsuko gesneden huid staat een deel van een tatoeage. Rechercheur Shibusawa herkent het daardoor wanneer hij het ziet in een nieuwe rol huid die opduikt. Als hij 's avond op het treinstation staat, ziet hij Mitsuko vlak bij het randje van het perron staan. Hij haast zich naar haar toe om te voorkomen dat ze voor de aankomende trein springt, maar Mitsuko maakt duidelijk dat dat ze dat toch al niet van plan was. Op een beeldscherm kondigt Dessert aan uit elkaar te gaan. De groep zingt nog één laatste liedje.

## Rolverdeling
- Ryo Ishibashi - Detective Toshiharu Kuroda
- Masatoshi Nagase - Detective Shibusawa
- Mai Hosho - Zuster Atsuko Sawada
- Tamao Satô - Zuster Yôko Kawaguchi
- Rolly Teranishi - Muneo 'Genesis' Suzuki
- Sayako Hagiwara - Mitsuko
- Noriyoshi Shioya - Masa
- Hajime Matsumoto - Tôru Kuroda
- Mika Kikuchi - Sakura Kuroda
- Toshiyuki Kitami - Shinagawa
- Kenjirô Tsuda - Mita
- Yoko Kamon - Kiyoko
- Kimiko Yo - Kiyomi Kuroda
- Hideo Sako - Detective Hagitani
- Akaji Maro - Detective Murata